# Heilige-Familiekapel (Strabeek)

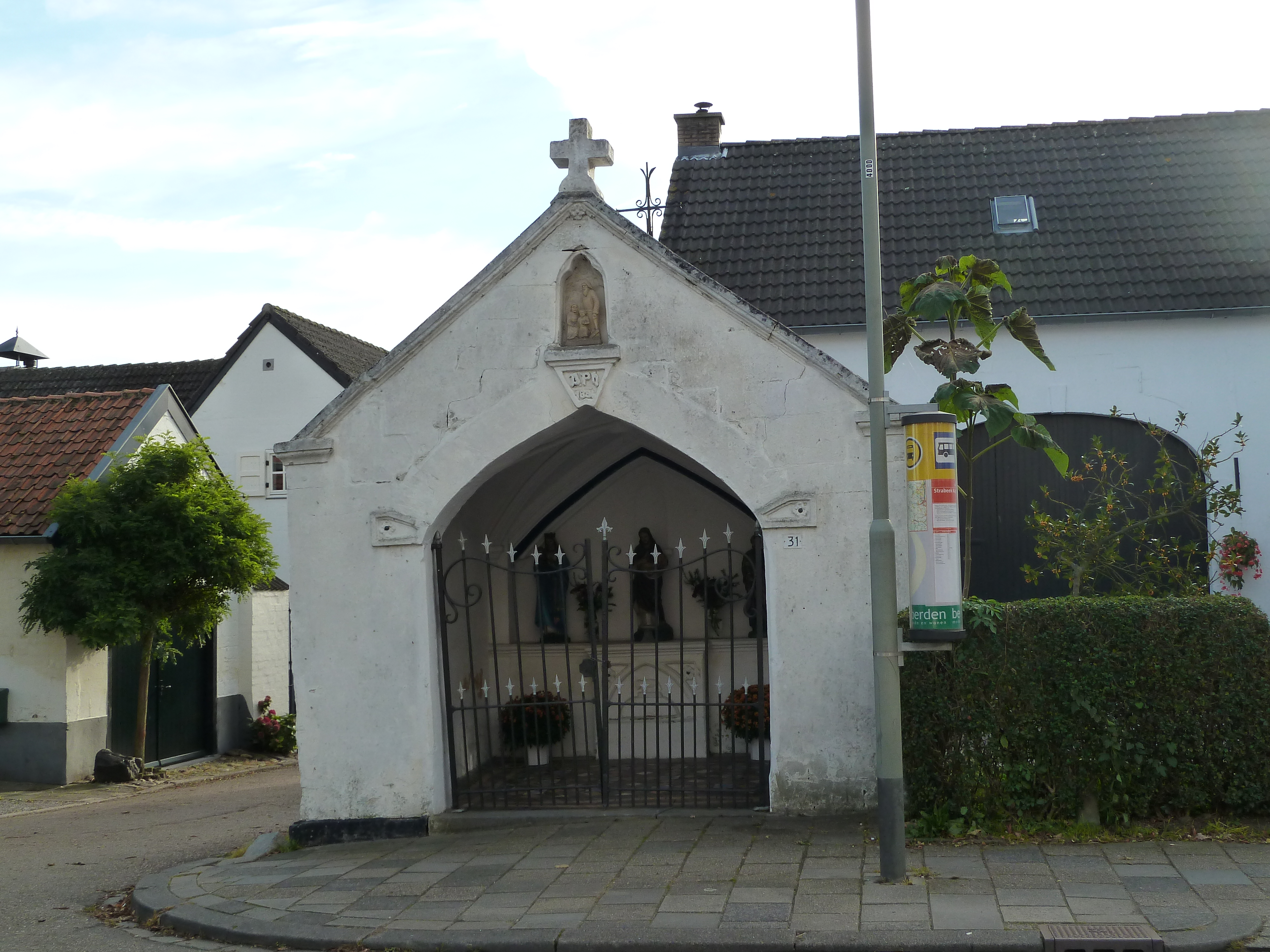
Heilige-Familiekapel

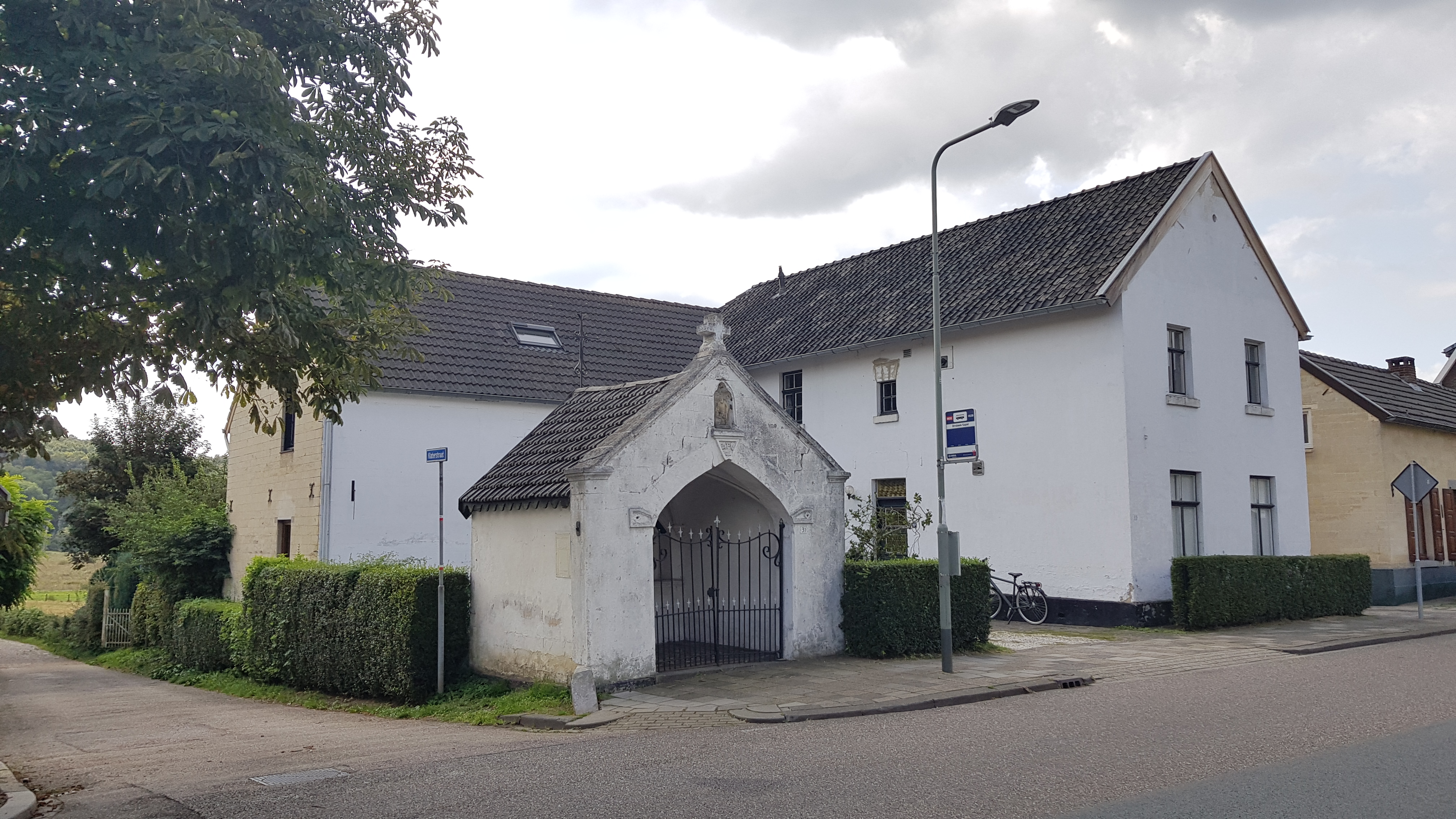
De kapel op de hoek van de straat

De Heilige-Familiekapel is een niskapel in Strabeek bij Houthem in de Nederlands Zuid-Limburgse gemeente Valkenburg aan de Geul. De kapel staat aan de splitsing van de straat Strabeek met de Klaterstraat.
De kapel is gewijd aan de Heilige Familie. Eens in de drie jaar doet de sacramentsprocessie de kapel aan als rustaltaar.

## Geschiedenis
In 1894 bouwde de in de rechts naastgelegen hoeve woonachtige Bernardus Philippi de kapel uit dank voor de genezingen op voorspraak van de heilige Gerlachus. De kapel werd echter niet aan deze heilige gewijd omdat er al een Gerlachuskapel in de buurt stond. De initialen van Philippi werden in de frontgevel aangebracht.

## Bouwwerk
De wit gepleisterde open kapel (met een zwarte plint) is gebouwd in mergelsteen op een rechthoekig grondplan en wordt gedekt door een zadeldak van pannen. Op de nok van het dak is een smeedijzeren kruis aangebracht. De wanden zijn allemaal massief zonder vensters. De frontgevel is een boven het dak uitstekende topgevel die bekroond wordt met een massief stenen kruis. Onder het kruis bevindt zich in de frontgevel een spitsboogvormige nis waarin een beeldje geplaatst is van de heilige familie. Onder nis bevindt zich de spitsboogvormige toegang tot de kapel die afgesloten wordt met een smeedijzeren hek. De sluitsteen van de toegangsboog bevat de tekst:

BPh. 1894

Van binnen is de kapel wit bepleisterd en wordt gedekt door een kruisribgewelf. Tegen de achterwand is een altaar geplaatst waarop de beelden van Maria, Jezus en het Heilig Hart geplaatst zijn.

## Zie ook

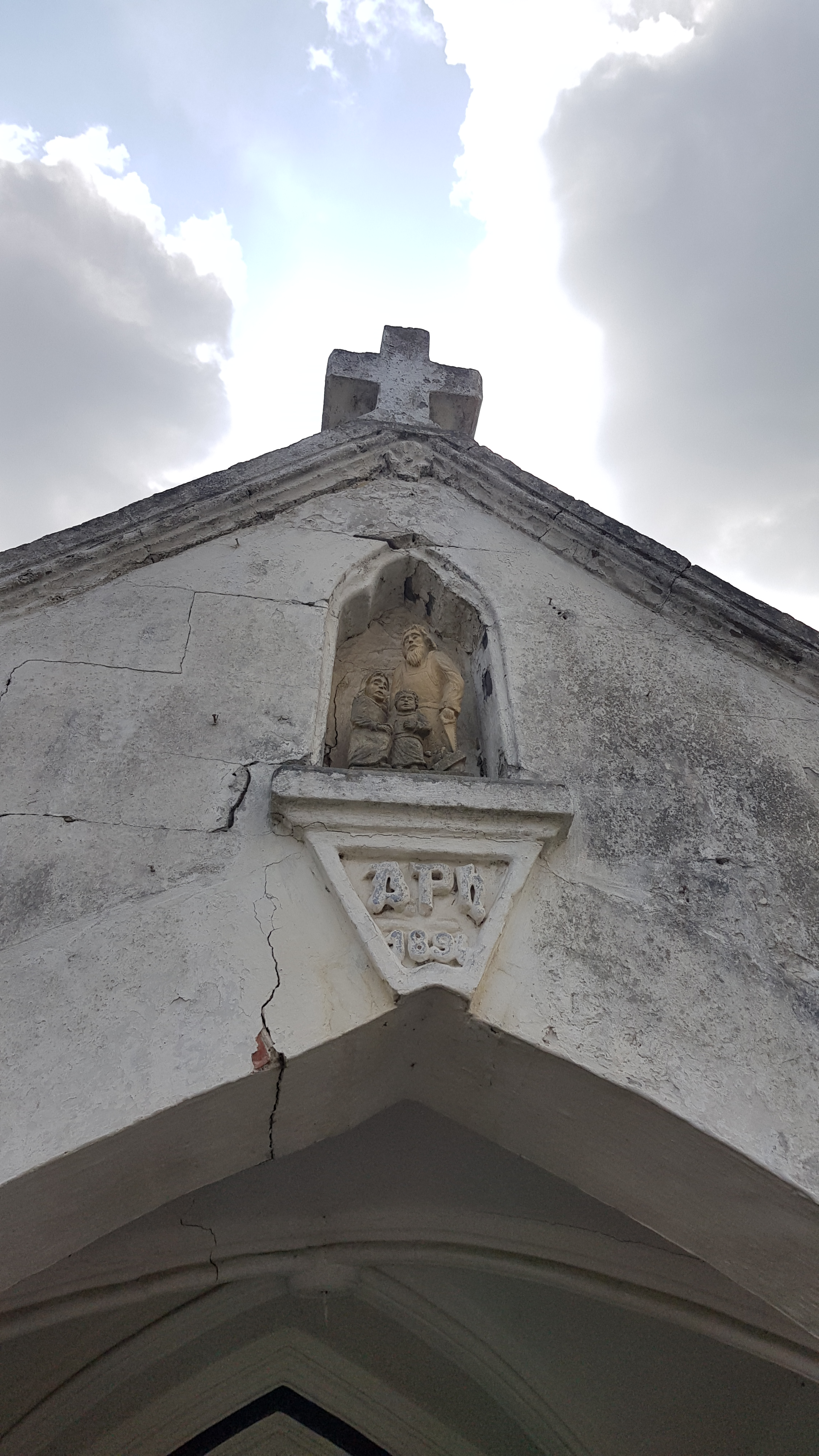
Topgevel
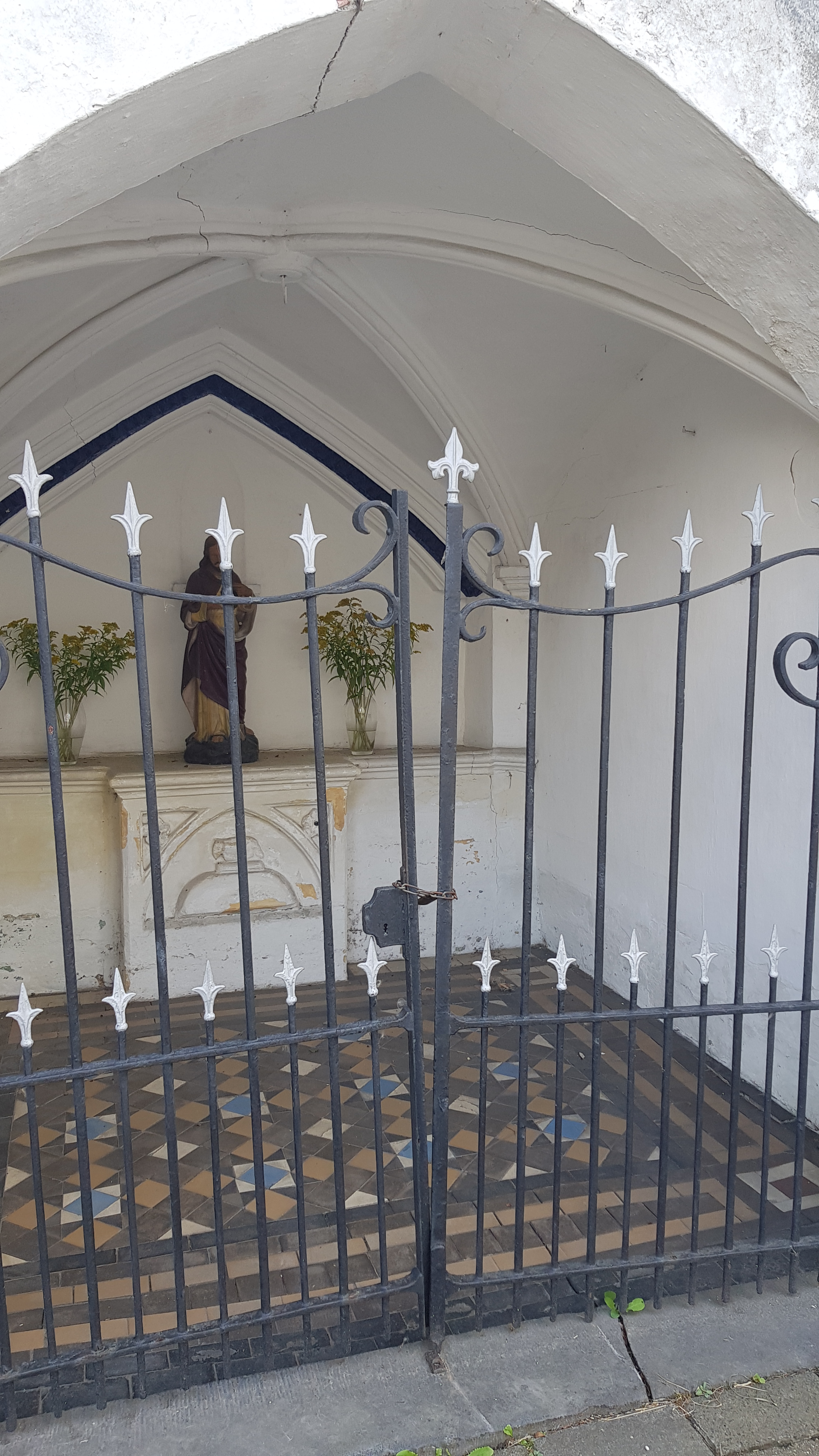
Interieur van de kapel
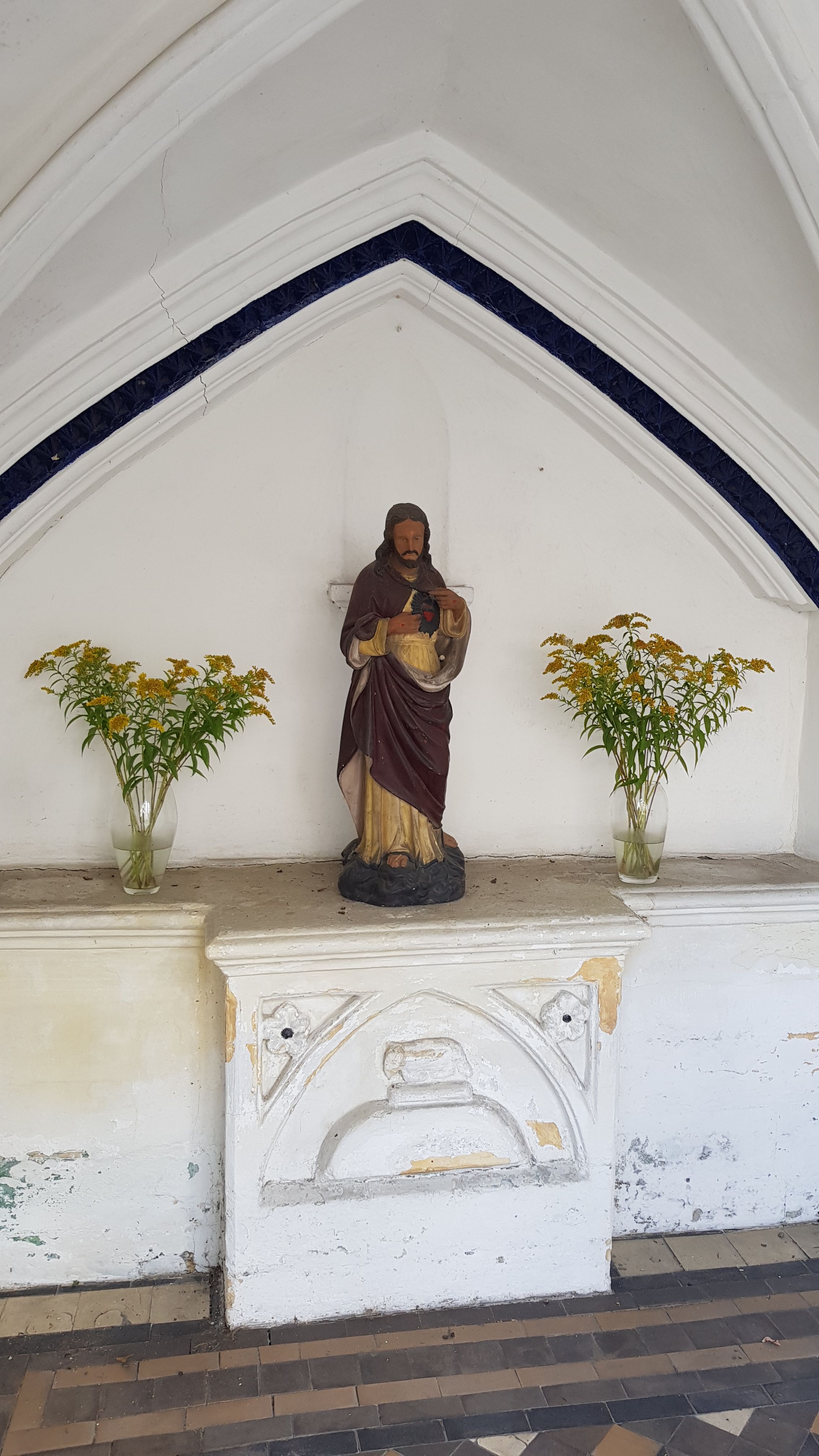
Altaar met beeldje